# Tegalampel (Karangdowo)
Tegalampel is een bestuurslaag in het regentschap Klaten van de provincie Midden-Java, Indonesië. Tegalampel telt 1276 inwoners (volkstelling 2010).